# Lipany (Prague)
Lipany est un quartier pragois situé dans le sud de la capitale tchèque, appartenant à l'arrondissement de Prague 22, d'une superficie de 58,2 hectares est un quartier de Prague. En 2018, la population était de 284 habitants.
La ville est devenue une partie de Prague en 1974.